# Cucullia mexicana
Cucullia mexicana är en fjärilsart som beskrevs av Max Wilhelm Karl Draudt 1924. Cucullia mexicana ingår i släktet Cucullia och familjen nattflyn. Inga underarter finns listade i Catalogue of Life.